# Longcross Studios
Les Longcross Studios sont des studios de cinéma et de télévision situés dans le comté du Surrey à l'ouest de Londres.
Les studios ont ouvert en janvier 2006 sur un ancien site du Ministère de la Défense de 200 acres (80,9 ha) produisant des chars de combat avec la société QinetiQ. Le site comprend 4 plateaux de tournages de 8 000 pieds carrés (743 m2) à 42 000 pieds carrés (3 902 m2), une piste de 2,5 milles (4 km) initialement prévue pour tester les chars, un manoir du XIXe siècle (construit en 1853) et un parcours de golf de 9 trous.

## Filmographie
- Le Choc des Titans
- Cheval de guerre
- John Carter
- Skyfall
- Hugo Cabret
- Fast and Furious 6[2]
- Thor : Le Monde des ténèbres[2]
- Les Gardiens de la Galaxie[2]
- Doctor Strange[2]
- Rush
- Mort sur le Nil

### Télévision
- Broadchurch series two
- Call the Midwife currently being filmed.